# Chivu Stoica

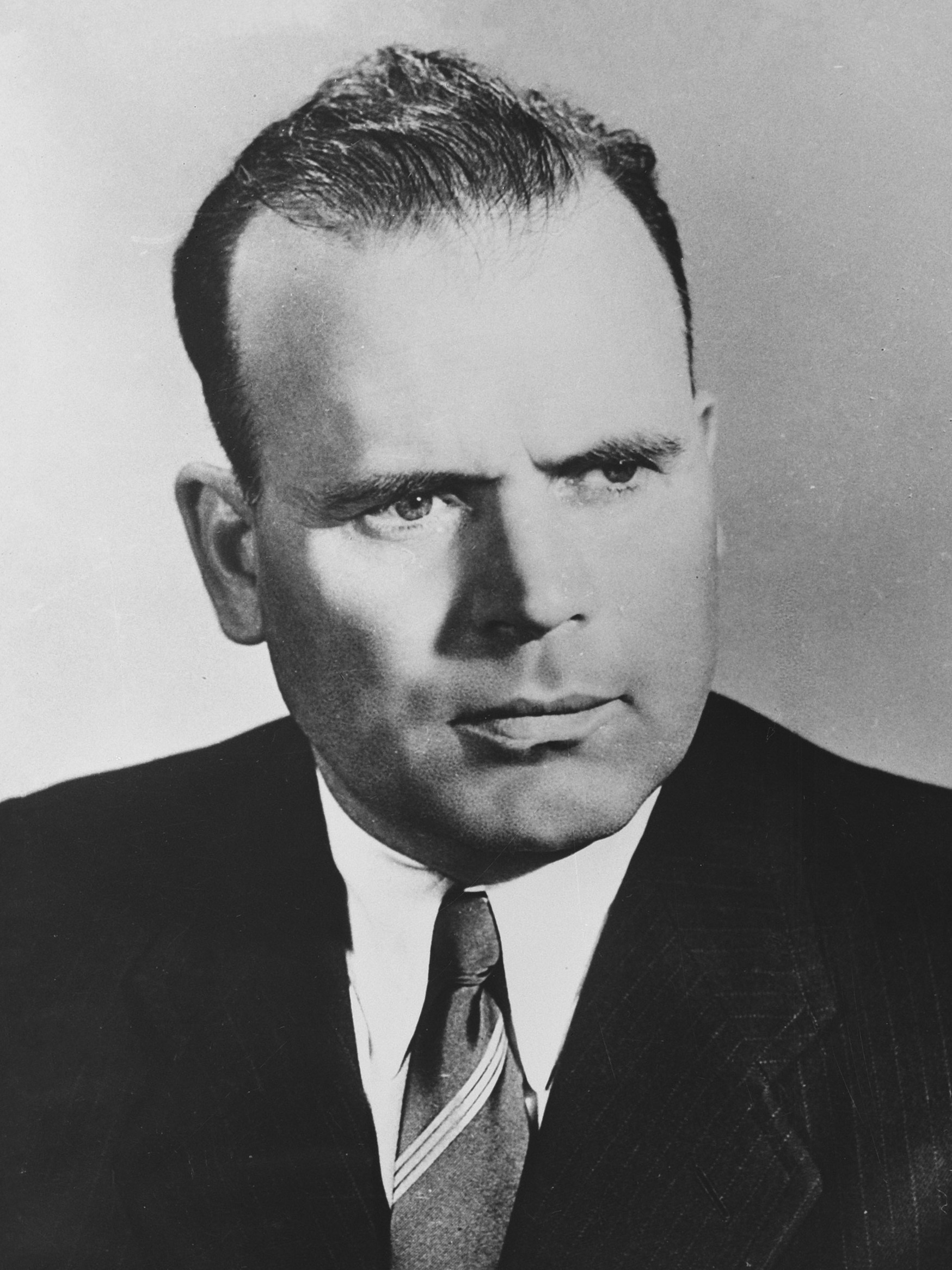
Chivu Stoica

Chivu Stoica (Smeeni, 8 augustus 1908 - Boekarest, 16 februari 1975), was een Roemeens communistisch staatsman.
Stoica werd in 1929 lid van de communistische jeugdbeweging en sloot zich in 1930 aan bij de Roemeense Communistische Partij (RCP). In 1933 werd hij tot twaalf jaar gevangenisstraf veroordeeld wegens zijn aandeel in de grote spoorwegstaking. Na de val van het fascistisch bewind in Roemenië in augustus 1944 kwam hij vrij. In 1944 werd hij lid van het Centraal Comité van de RCP. Tussen 1946 en 1952 bekleedde hij diverse ministersposten en bekleedde hij tevens hoge functies bij de Roemeense Spoorwegen.
Van oktober 1955 tot maart 1961 was hij minister-president. Na het overlijden van Gheorghe Gheorghiu-Dej in 1965, volgde hij de laatste op als voorzitter van de Staatsraad (staatspresident) van Roemenië. In juli 1965 werd hij lid van het Uitvoerend Comité van de RCP en tevens lid van het presidium. Op 9 december 1967 trad hij af ten gunste van Nicolae Ceaușescu, de Roemeense partijleider.
Van 1965 tot 1969 was hij secretaris van het Centraal Comité. Na 1969 speelde hij geen belangrijke rol meer in de Roemeense politiek.
In 1975 overleed Stoica, tijdens de jacht werd hij geraakt. Er zijn bronnen die spreken van een zelfmoord.
- Gemeinsame Normdatei: 1120544629
- Virtual International Authority File: 74861331
- WorldCat: E39PBJxmGX33ckj6CV9vrbth73